# Milka Tadić Mijović
Milka Tadić Mijović – czarnogórska dziennikarka.

## Życiorys
Ukończyła studia licencjackie na Wydziale Nauk Politycznych w Belgradzie i studia magisterskie na Wydziale Nauk Politycznych w Podgoricy. Pod koniec lat 80. XX wieku rozpoczęła pracę w Televizija Titograd i czasopiśmie Omladinski pokret. Pracowała w Podgoricy jako korespondentka jugosłowiańskich mediów takich jak: Stav, Danas, Radio 92. Była jednym z założycieli pisma Krug, a w 1990 roku pierwszego niezaleznego tygodnika w Czarnogórze Monitor. Należąc do Stowarzyszenia Jugosłowiańskiej Inicjatywy Demokratycznej angażuje się w działalność antywojenną. Jest założycielką Centar za istraživačko novinarstvo Crne Gore (Centrum Dziennikarstwa Śledczego Czarnogóry),, a od 2016 roku pełni funkcję prezesa. Fundacja zajmuje się dziennikarstwem śledczym informując o korupcji, łamaniu praw człowieka i innych nieprawidłowościach. Reporterzy bez Granic umieścili ją na swojej pierwszej i jak dotąd jedynej liście 100 information heroes (100 Bohaterów Informacji) doceniając jej artykuły w których broniła pokoju i mniejszości etnicznych oraz zwalczała korupcję.
Była członkiem kilku międzynarodowych komisji takich jak: zarząd Open Society Foundation w Czarnogórze, przedstawicielstwo Serbii i Czarnogóry w Komitecie ds. Mediów Rady Europy i innych. W lutym 2021 roku była brana pod uwagę jako kandydatka opozycji na prezydenta Czarnogóry, ale w marcu zdecydowano się udzielić poparcia Mladenowi Bojanicowi.
Jest spokrewniona z byłym prezydentem Serbii Borisem Tadiciem.